# Astiphromma simplex
Astiphromma simplex là một loài tò vò trong họ Ichneumonidae.